# Ministerium Gautsch II

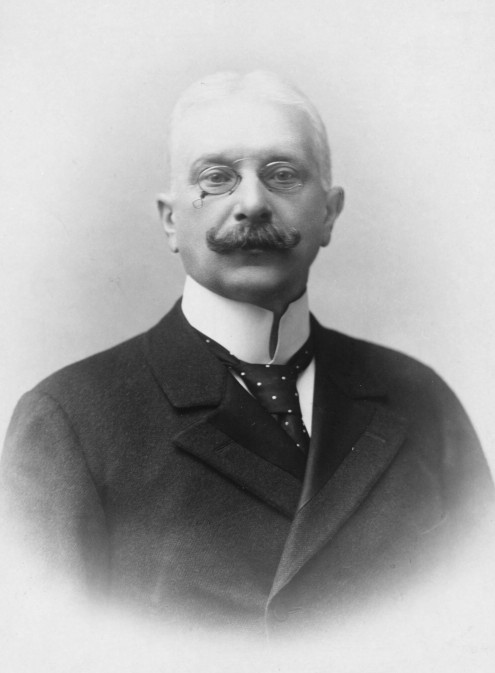
Paul Gautsch von Frankenthurn war 1897 bis 1898, 1905 bis 1906 sowie 1911 Ministerpräsident Altösterreichs

Das Ministerium Gautsch II wurde am 1. Jänner 1905 von Ministerpräsident Paul Gautsch von Frankenthurn in Cisleithanien gebildet (eine vor allem im Beamtentum und bei Juristen gebräuchliche inoffizielle Bezeichnung für den nördlichen und westlichen Teil Österreich-Ungarns). Es löste das Ministerium Koerber ab und blieb bis zum 1. Mai 1906 im Amt. Daraufhin folgte das Ministerium Hohenlohe.
Der Außenminister, der Kriegsminister und der gemeinsame Finanzminister gehörten diesem Kabinett nicht an. Siehe k.u.k. gemeinsame Ministerien.

## Minister
Dem Ministerium gehörten folgende Minister an:
| Amt                             | Amtsinhaber                                            | Beginn der Amtszeit               | Ende der Amtszeit              |
| ------------------------------- | ------------------------------------------------------ | --------------------------------- | ------------------------------ |
| Ministerpräsident               | Paul Gautsch von Frankenthurn                          | 1. Jänner 1905                    | 1. Mai 1906                    |
| Ackerbauminister                | Ferdinand de Longueval                                 | 1. Jänner 1905                    | 1. Mai 1906                    |
| Handelsminister                 | Guido von Call Leopold von Auersperg                   | 1. Jänner 1905 11. September 1905 | 11. September 1905 1. Mai 1906 |
| Kultus- und Unterrichtsminister | Wilhelm von Hartel Richard von Bienerth-Schmerling     | 1. Jänner 1905 11. September 1905 | 11. September 1905 1. Mai 1906 |
| Finanzminister                  | Mansuet Kosel                                          | 1. Jänner 1905                    | 1. Mai 1906                    |
| Innenminister                   | Artur Bylandt-Rheidt                                   | 1. Jänner 1905                    | 1. Mai 1906                    |
| Justizminister                  | Franz Klein                                            | 1. Jänner 1905                    | 1. Mai 1906                    |
| Eisenbahnminister               | Heinrich von Wittek Ludwig Wrba                        | 1. Jänner 1905 2. Mai 1905        | 2. Mai 1905 1. Mai 1906        |
| Minister für Landesverteidigung | Zeno Welser von Welsersheimb Franz Xaver von Schönaich | 1. Jänner 1905 9. April 1905      | 9. April 1905 1. Mai 1906      |
| Minister ohne Geschäftsbereich  | Leonard Pietak                                         | 1. Jänner 1905                    | 1. Mai 1906                    |
| Minister ohne Geschäftsbereich  | Antonín Randa                                          | 1. Jänner 1905                    | 1. Mai 1906                    |